# Bawa (cràter)
|  | No s'ha de confondre amb el cràter lunar Bhabha. |

Bawa és un petit cràter d'impacte situat a la cara oculta de la Lluna. Està situat a la costa nord-oest del Lacus Solitudinis, al costat oest del cràter Bowditch i entre Titius (a l'oest sud-oest) i Perel'man (a l'est nord-est). Els seus veïns més propers són altres tres petits cràters: Bawa, Fairouz i Karima.

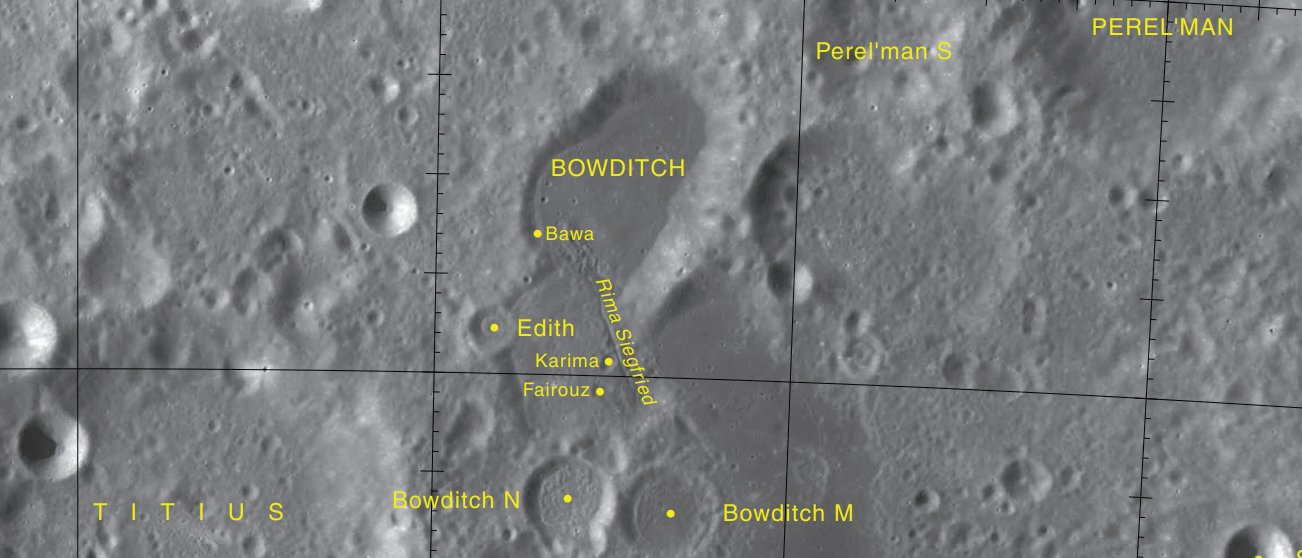
Localització de Bawa (centre esquerra de la imatge)
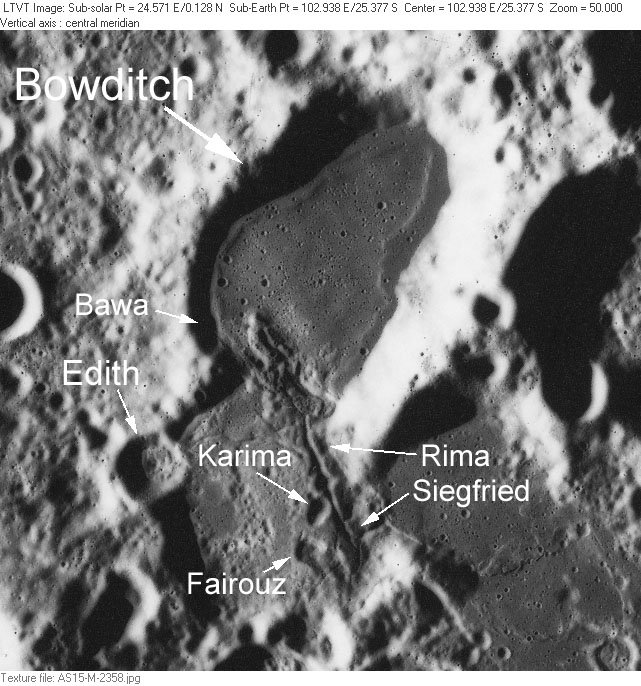
Imatge de la missió Apollo 15

És un cràter allargat, de forma irregular, situat sobre la vora de Bowditch. El nom va ser adoptat per la UAI el 1976.